# 英田 (東大阪市)
英田（あかた）は、大阪府東大阪市の旧地域名。概ね東大阪市立英田中学校の学区にあたる。本項では概ね同地域にあった中河内郡英田村（あかたむら）についても述べる。
概ね島之内、水走、松原、松原南、吉田下島、吉田本町、吉田の各町丁に相当する。

## 歴史

### 近代以前
（日本 > 畿内 > 河内国 > 河内郡 > 吉田村、松原村、水走村）
古代においては河内湖に土砂が堆積してできた低湿地であり、地域の中央を旧大和川の分流である吉田川が流れていた。川はたびたび氾濫して水害を引き起こしたが土地は上流から流された養分で肥沃であり、川の周囲で農業が行われてきた。
『和名抄』に記載されている河内郡の郷名に「英多郷」（あがたごう）とあり、三野県の治めていた地域の一部であり、後に「英田」と呼ばれるようになった。中世室町時代ごろには若江郡とまたがる「稲葉荘」と呼ばれた荘園の一部だったとされている。
この地は難波京と平城京を最短で結ぶ道のり（暗越奈良街道）の中継地点にあたり、江戸時代の明暦年間（1655年 - 1658年）には松原村に宿場として松原宿が置かれた。
1674年（延宝2年）に吉田村より吉田新家村を分村。1704年（宝永元年）に大和川の川違えが行われた。翌年に吉田川の跡は川中新田として開発された。

### 近代以降
（日本 > 大阪府 > 中河内郡 > 英田村）
1914年（大正3年）4月に 上本町 - 奈良間に大阪電気軌道（現：近鉄奈良線）が開業し、英田村内を通るも当初は停留所が無かった。翌年6月に花園停留所が開設されたが当初は当地から西へ離れていた。1926年（大正15年）、吉田地区の東にあった大軌の社用地に花園競馬場が設置されるも、数回開催されたのみで閉鎖される。競馬場跡地に大軌花園ラグビー場が誘致され、1929年（昭和4年）11月に完成し、近くに臨時停車場（現：東花園駅）が設けられた。
- 1875年（明治8年） 河内郡吉田新家村を吉田村に編入。
- 1889年（明治22年）4月1日 町村制施行により、河内郡吉田村、松原村、水走村が合併して英田村が成立。大字吉田に村役場を設置。
- 1896年（明治29年）4月1日 郡の統廃合により、中河内郡英田村となる。
- 1951年（昭和26年） 大字吉田より大字吉田船場、吉田島之内、吉田春日、吉田札場、吉田南池ノ端、吉田北池ノ端を分立し、9大字となる。
- 1955年（昭和30年）1月15日 中河内郡玉川町、盾津町、三野郷村、若江村と合併して河内市の一地域となり、中河内郡を離脱。

## 地理・交通
地域内は概ね平坦である。東を恩智川が南から北へ流れている。かつては地区の中央を吉田川が流れていたが、現在は住宅地や公園となり、天井川だった川床が周囲より1mほど盛り上がっていることで痕跡がわかる程度である。
吉田1丁目に近鉄奈良線の河内花園駅が、吉田6丁目に東花園駅がある。吉田本町の北に近鉄けいはんな線の吉田駅があるが、所在地は今米（旧盾津町域）である。
主要道路は、北側を阪神高速13号東大阪線が通り、域内に水走ランプがある。本地域内では上が阪神高速、下が近鉄けいはんな線の二層の高架となっている。地上はそれらに沿って国道308号が通る。
中央から南部を府道大阪枚岡奈良線および府道八尾茨木線が通っている。八尾茨木線は吉田地区内を通る事実上の生活道路であり、一部はアーケード商店街となっている。

## 地域

### 吉田、吉田本町、吉田下島、島之内
旧吉田村の地域にあたる。
主な施設、旧跡
（吉田1丁目 - 9丁目）
- 近鉄奈良線
  - 河内花園駅
  - 東花園駅
  - 東花園列車区
- 東大阪市立英田南小学校
- 東大阪市立花園図書館
- 東大阪市消防局中消防署英田出張所
- 東大阪吉田郵便局
- パザパはなぞの
河内花園駅前北側の再開発でできた複合商業ビル。2008年4月にオープン。当ビル建設に伴い、府道八尾茨木線は分断された。
- 吉田春日神社

（吉田本町1丁目 - 3丁目）
- 東大阪吉田本町郵便局

（吉田下島）
- 東大阪市立英田中学校

### 松原、松原南
旧松原村の地域にあたる。
主な施設、旧跡
（松原1・2丁目）
- 東大阪市立英田北小学校
- 松原寺

（松原南1・2丁目）
- 花園中央公園
  - 東大阪市花園ラグビー場
  - 花園セントラルスタジアム
  - 児童文化スポーツセンター

### 水走
旧水走村の地域にあたる。
主な施設、旧跡
（水走1丁目 - 5丁目）
- 阪神高速13号東大阪線 水走ランプ
- 東大阪都市清掃施設組合 清掃工場
- 大津神社